# دائرة جرسيف
دائرة جرسيف هي إحدى دوائر إقليم جرسيف، التابع لجهة الشرق، المملكة المغربية. تضم الدائرة 5 جماعات قروية، وبلغ عدد سكانها 84344 فرداً سنة 2004 حسب الإحصاء الرسمي للسكان والسكنى. يتبع للدائرة 31 مشيخة و169 دوار.

## التقسيمات الإداريّة
تعتبر دائرة جرسيف إحدى الدوائر المشكّلة لإقليم جرسيف، وهو التقسيم الإداري من المستوى الرابع المعتمد في المغرب. ينقسم إقليم جرسيف إلى 9 جماعات قروية تختلف من حيث السكان والمساحة، والتي بدورها تنقسم إلى مشيخات تضم عدداً من الدواوير.